# Attaleinae
Attaleinae, podtribus palmi smješten u tribus Cocoseae, dio potporodice Arecoideae. Sastoji se od deset rodova raspršenih po razdvojenim lokacimama u Južnoj Americi, Madagaskaru, juga Afrike, dijelovima tropske Azije i zapadnog Pacifika.

## Rodovi
1. Allagoptera Nees
2. Attalea Kunth
3. Beccariophoenix Jum. & H.Perrier
4. Butia (Becc.) Becc.
5. Cocos L.
6. Jubaea Kunth
7. Jubaeopsis Becc.
8. Parajubaea Burret
9. Syagrus Mart.
10. Voanioala J.Dransf.

Lytocaryum Toledo je sinonim za Syagrus Mart.